# キーウ工科大学
ウクライナ国立技術大学「イーホル・シコルスキー・キーウ工科大学」（ウクライナ語: Національний технічний університет України «Київський політехнічний інститут імені Ігоря Сікорського», 略称：НТУУ "КПІ"）は、ウクライナのキーウにある国立公立技術大学である。一般に「キーウ工科大学」（KPI）と呼ばれる。

## 名称の変遷
- 1898年–1918年：アレクサンドル2世皇帝キエフ工科大学
- 1918年–1934年：キエフ工科大学
- 1934年–1948年：キエフ工業大学
- 1948年–1968年：レーニン勲章キエフ工科大学
- 1968年–1992年：レーニン勲章キエフ工科大学（十月革命50周年記念）
- 1992年–1995年：キエフ工科大学
- 1995年–2016年：ウクライナ国立技術大学「キーウ工科大学」[2]
- 2016年–現在：ウクライナ国立技術大学「イーホル・シコルスキー・キーウ工科大学」[3][4]

## 歴史
キーウ工科大学は、1898年8月31日に「アレクサンドル2世皇帝キエフ工科大学」として創設された。現在のキャンパス建築群は1902年に完成し、それまではヴォロフスキー通りの商業学校の建物を借りて授業を行っていた。創設時は機械工学、化学、農業、土木工学の4学科を設置し、初年度の入学者は360人だった。ドミトリー・メンデレーエフ、ニコライ・ジュコーフスキー、クリメント・チミリャーゼフら著名な科学者が設立に科学的・組織的支援を提供した。
初代学長はヴィクトル・キルピチョフで、彼の尽力によりV.P.エルマコフ、S.M.レフォルマツキー、M.I.コノヴァロフ、ウラジミール・ズヴォリキンなどの教授が初期の教員として参加した。
1899年、大学は全ロシア学生ストライキに関与し、32人の学生が逮捕・追放された。同年、地下組織委員会が設立され、キーウ評議会と密接な関係を持った。
1930年、キーウ工科大学の工場・公共建設部門とキエフ芸術大学の建築学部を基に、キエフ国立建設・建築大学（KNUCA、キーウ国立建設建築大学）が設立された。
1943年11月のキエフ解放後、大学の活動が再開され、教員、職員、学生の登録が始まった。1944年1月後半には新入生募集と上級生の復学のための委員会が設置された。ナチス占領とキエフの戦闘により教育施設の半分以上が破壊され、寮や資産も焼失・略奪されたが、大学は国の重要産業・運輸大学リストに含まれ、学生はソビエト軍への徴兵が免除され、奨学金が強化された（特に鋳造、鍛造、プレス、化学生産の専攻）。1945年夏、建設遅延のため学生と教員が自主的に緊急建設作業に従事した。
学生の研究参加は教育の質向上に重要で、特に上級生は科学サークルを通じて研究に携わった。1946年4月、学生科学技術学会が設立され、9部門・30サークルで約500人の学生が活動した。
これまでに23人の学長が大学を率いてきた。

## ロシア・ウクライナ戦争中のキーウ工科大学
2022年のロシアによるウクライナ全面侵攻中、キーウ工科大学は新たな課題に直面した。

### 防衛支援と慈善活動
大学は国の防衛を積極的に支援し、学生や卒業生が参加するウクライナ軍の要請に応じて軍事装備購入のための慈善基金を設立した。

### シェフィールド大学との協力
シェフィールド大学はキーウ工科大学と協力し、さまざまな実践的支援を提供している。シェフィールド大学はキャンパスに防空壕建設のため2万ポンドを寄付し、実験室機器や図書館リソースへのアクセスを提供している。

### 情報システムのクラウド移行
大学は重要デジタルインフラをクラウドストレージに移行し、遠隔授業やデータ管理を可能にした。このプロセスは卒業生のアンドリー・フブスキーがウクライナデジタル変革省との連携を促し、Amazon Web Servicesとの協力で実現した。

### 不屈の拠点
キャンパス内には複数の安全拠点があり、1号館の157号室にはラップトップ、スターリンク高速インターネット、照明、印刷機器が備わる。合計で少なくとも5つの拠点が運営されている。

### 防空壕
中央図書館の地下600平方メートルに革新的な防空壕「CLUST SPACE」が建設中である。イラクやリビアでの経験を持つ建築家パヴロ・ペケルのスタジオが設計した多機能防空壕である。

## 組織

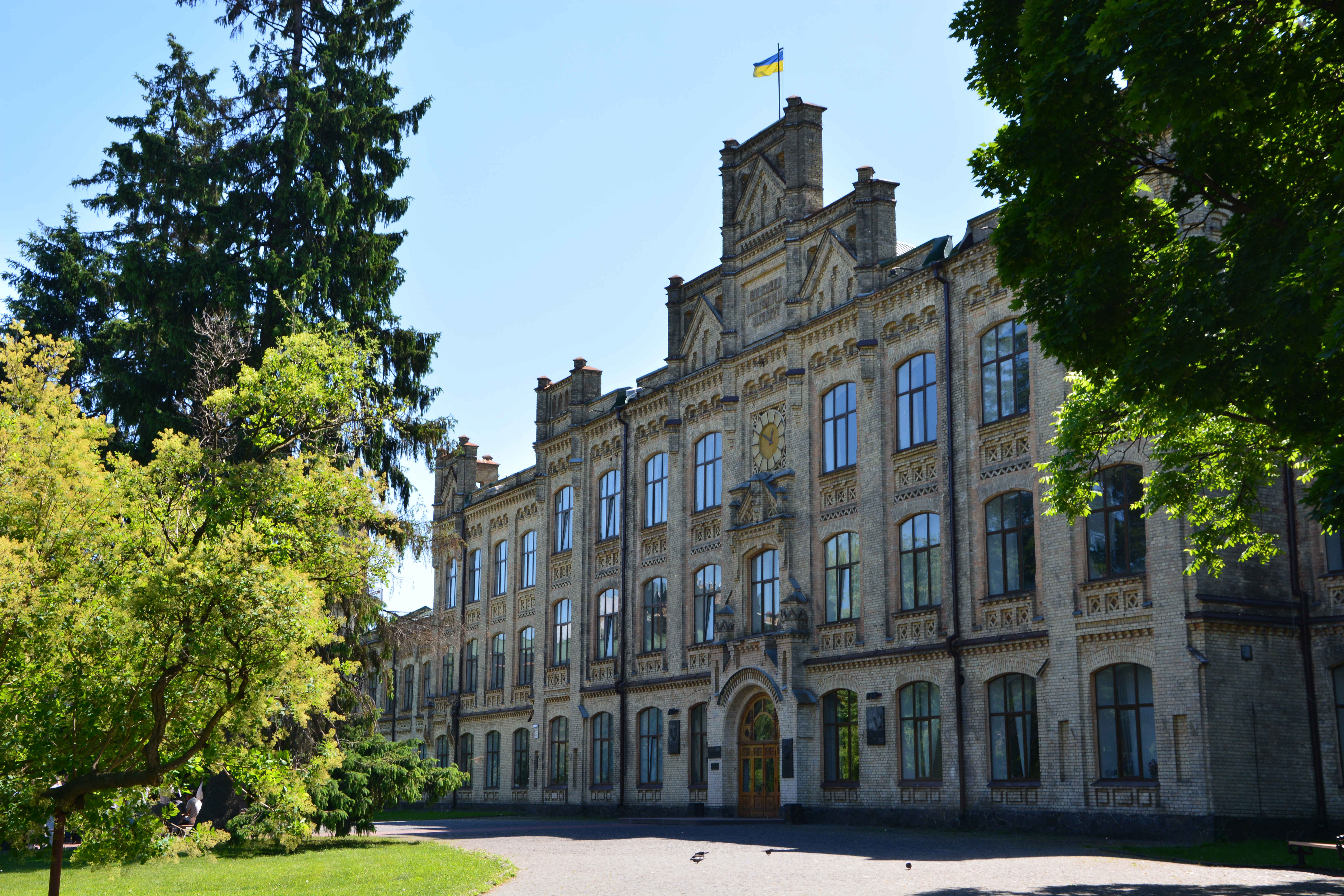
キーウ工科大学のメイン棟

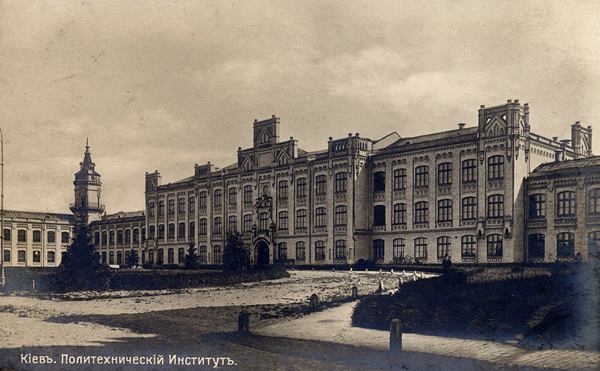
20世紀初頭のメイン棟の絵葉書

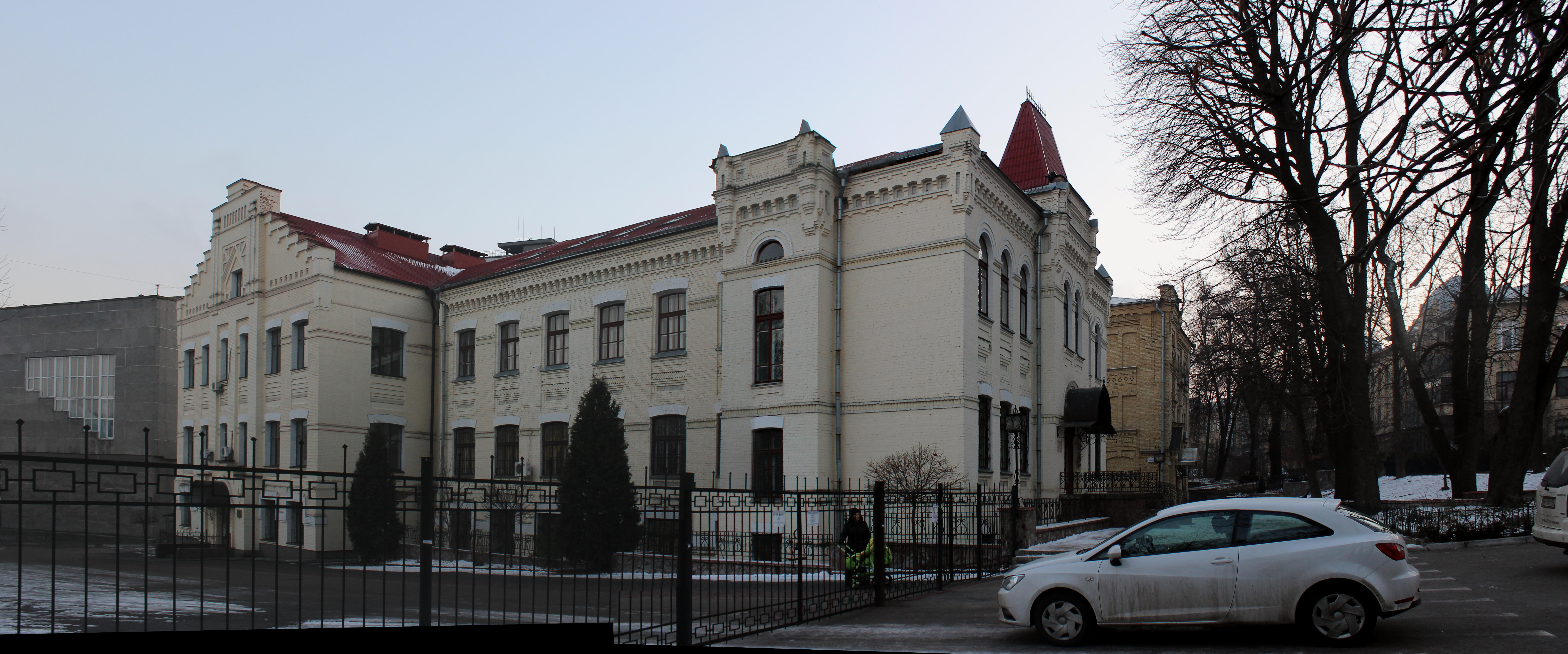
旧食堂棟（当初の建築群の一部）

### 研究所
- 応用システム分析教育・科学・研究複合体（ESC IASA）[10]
- 電気通信システム教育研究研究所（ITS）
- エネルギー節約・エネルギー管理研究所（IEE）
- 航空宇宙技術研究所（IAT）
- 特殊通信・情報保護研究所（ISIS）[11]
- 機械・機械製造研究所（MMI）
- 材料科学・溶接研究所（IMZ）[12]
- 出版・印刷研究所（VPI）
- 物理工学研究所（PTI）
- 大学院教育総合研究所
- 入学前教育・職業指導研究所

### 学部
- 応用数学学部（FPM）[13][14]
- 生物医学工学部（FBE）[15][16]
- バイオテクノロジー・生物工学部（FBT）[17][18]
- 化学工学部（IHF）[19]
- 化学技術学部（XTF）[20][21]
- 電力工学・自動化学部（FEA）[22][23]
- 電子工学部（FEL）[24][25]
- 熱エネルギー工学部（TEF）[26][27]
- 情報工学・コンピュータ工学部（FIOT）[28][29]
- 計装工学部（PBF）[30][31]
- 言語学部（FL）[32][33]
- 経営・マーケティング学部（FMM）[34][35]
- 物理・数学学部（FMF）[36][37]
- 無線工学部（RTF）[38][39]
- 社会学・法学部（FSP）[40][41]

### 施設
大学はキーウ中心部近くの大学名を冠した公園内に位置するメインキャンパスと、スラヴチッチのキャンパスを持つ。
キーウキャンパスには約9,000人の地方出身学生が21の寮（うち3つは既婚者用）に居住するが、18平方メートルの部屋を4人で共有する寮の生活環境は多くの不満の対象である。
大学には教職員と学生向けの外来医療部門がある。

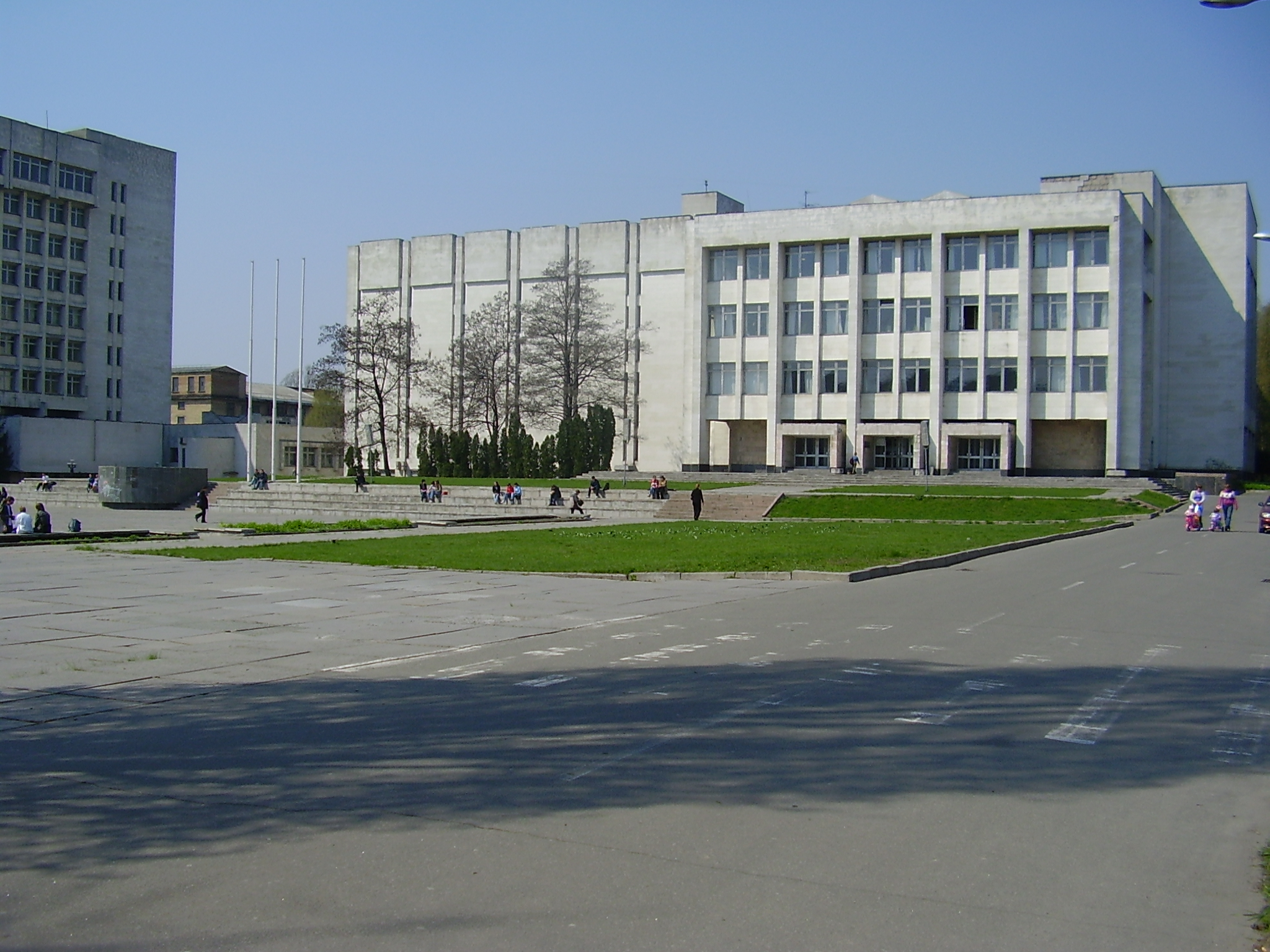
技術図書館

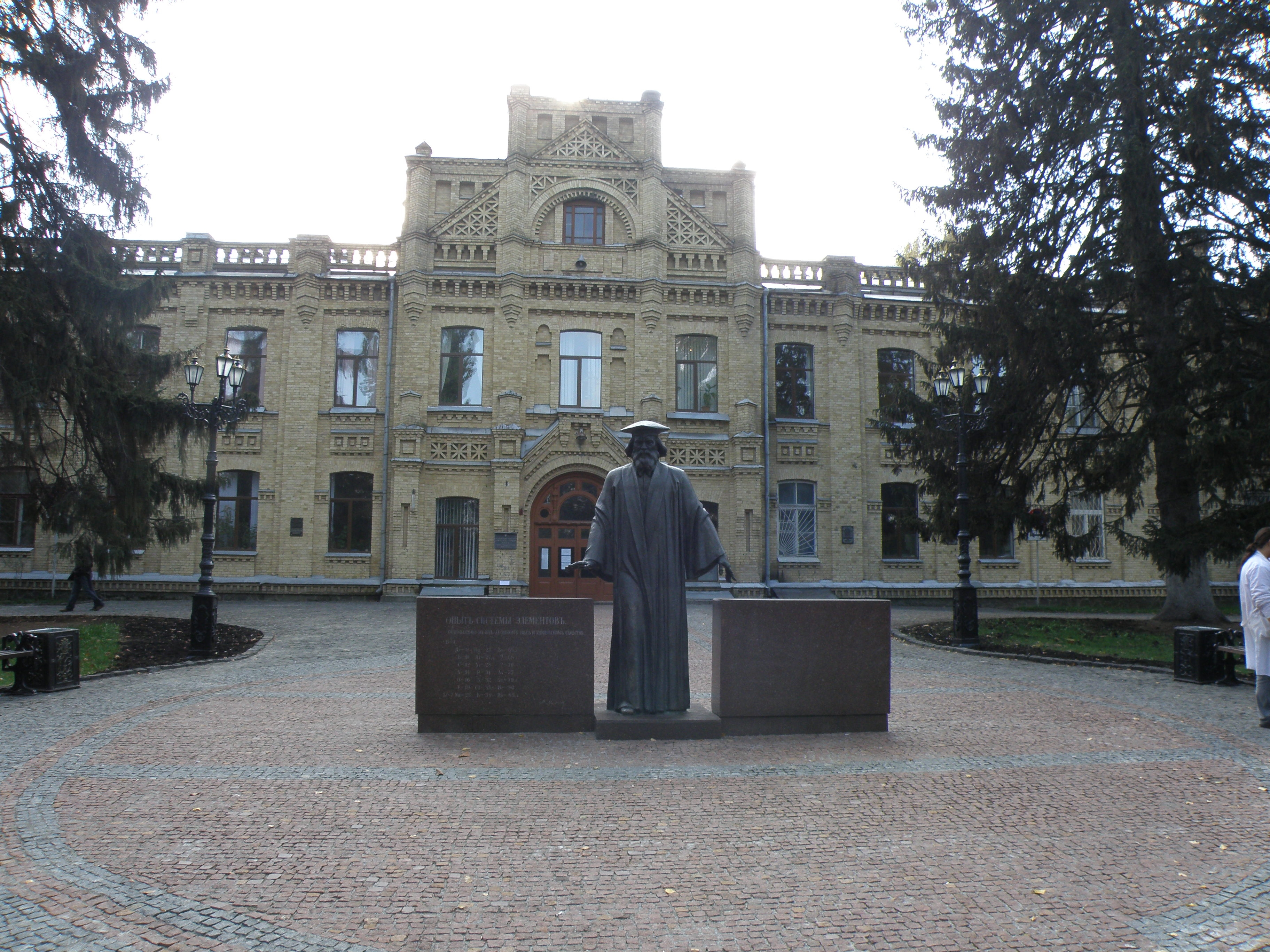
初代試験委員長ドミトリー・メンデレーエフの記念碑

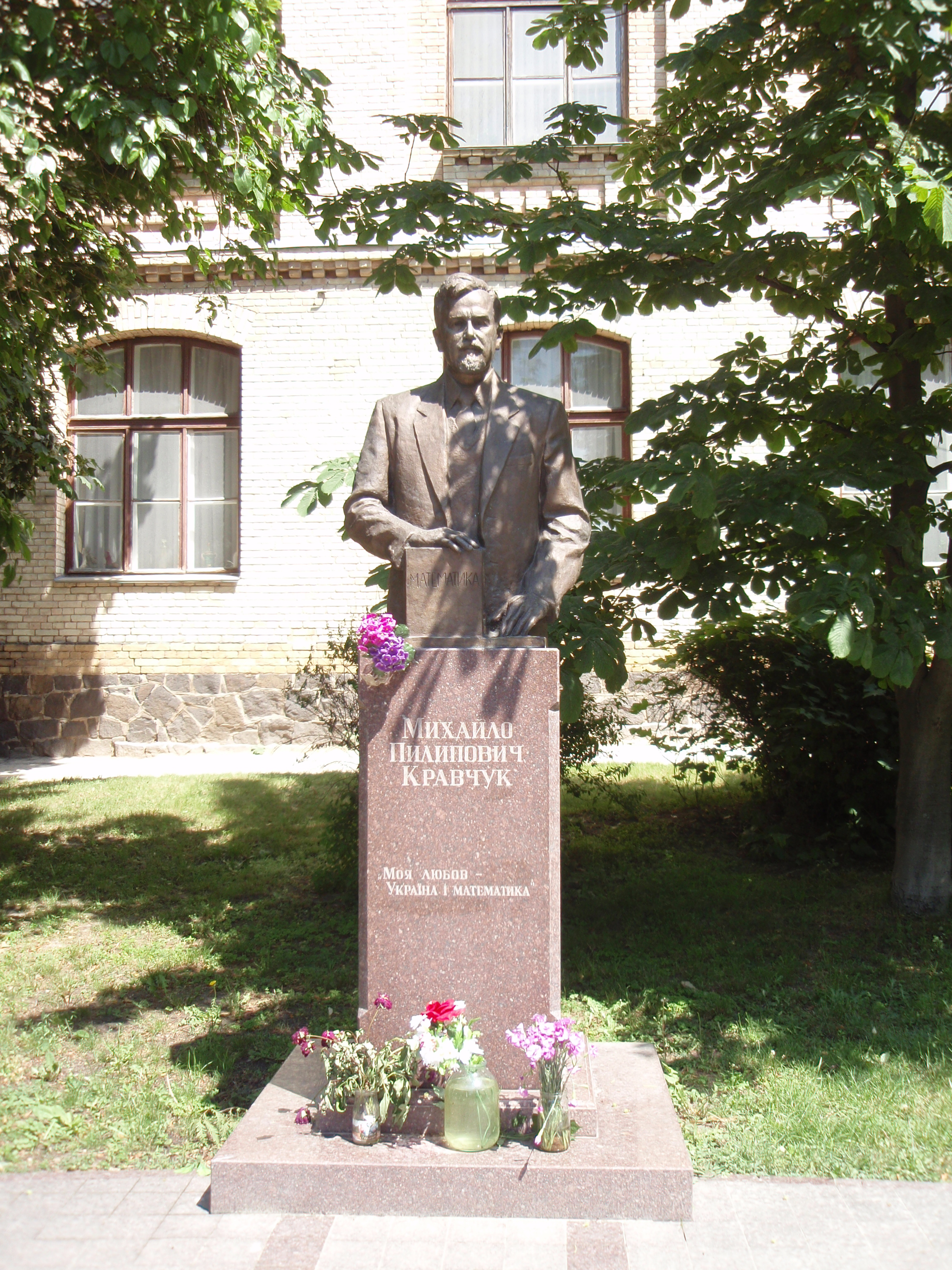
ムィハイロ・クラフチュクの記念碑

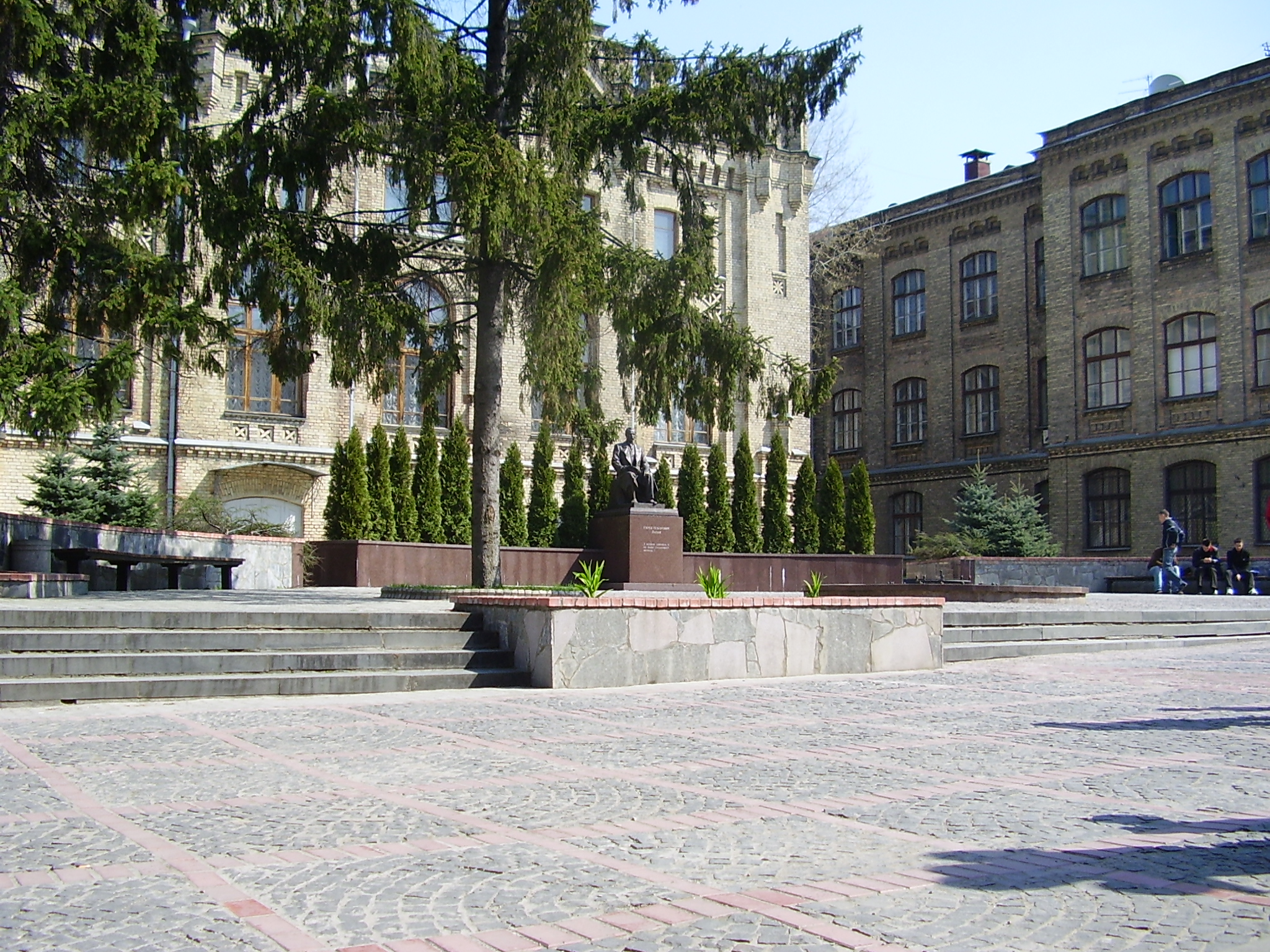
パトンの記念碑

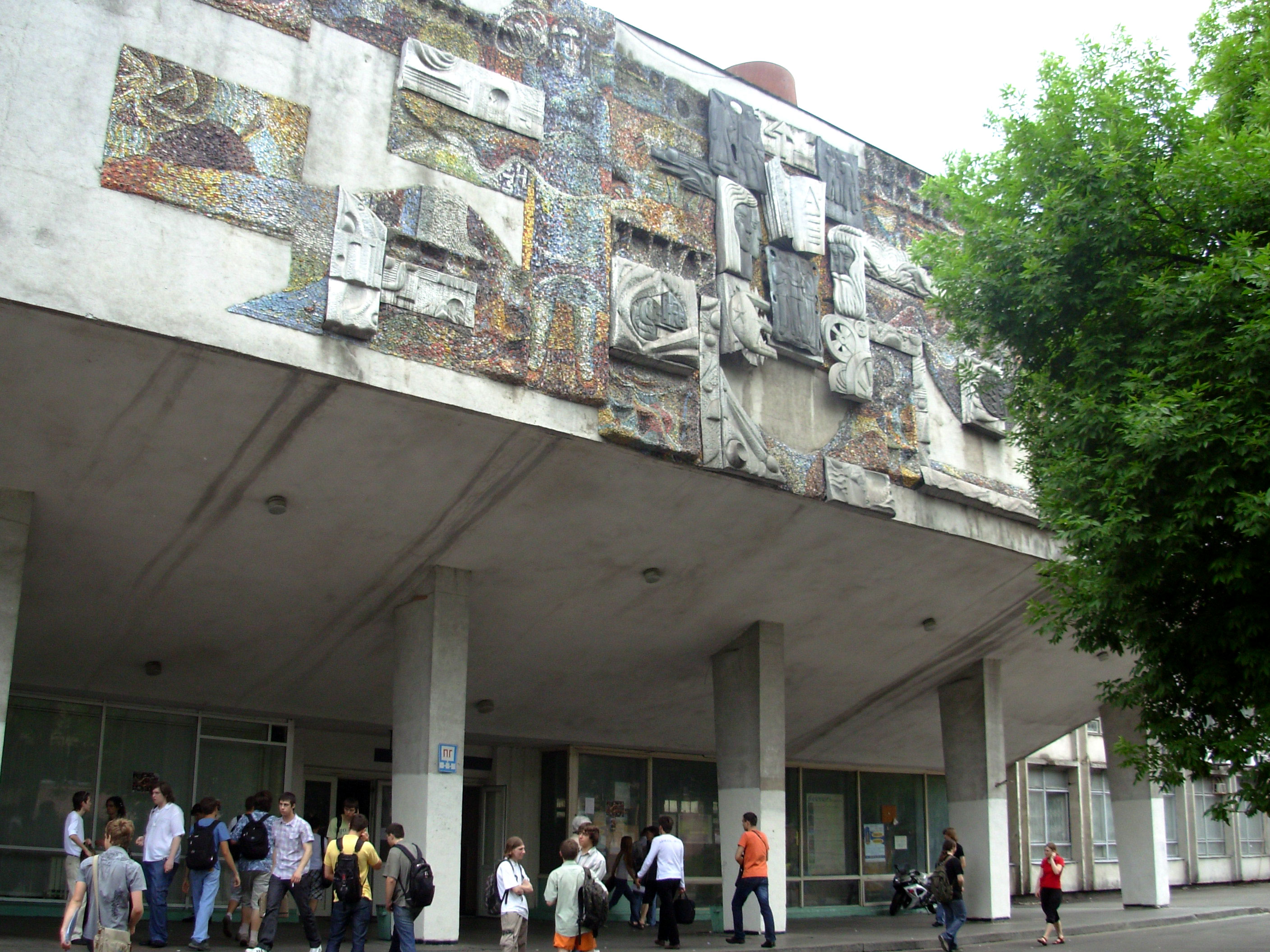
18号棟：情報技術・計算装置

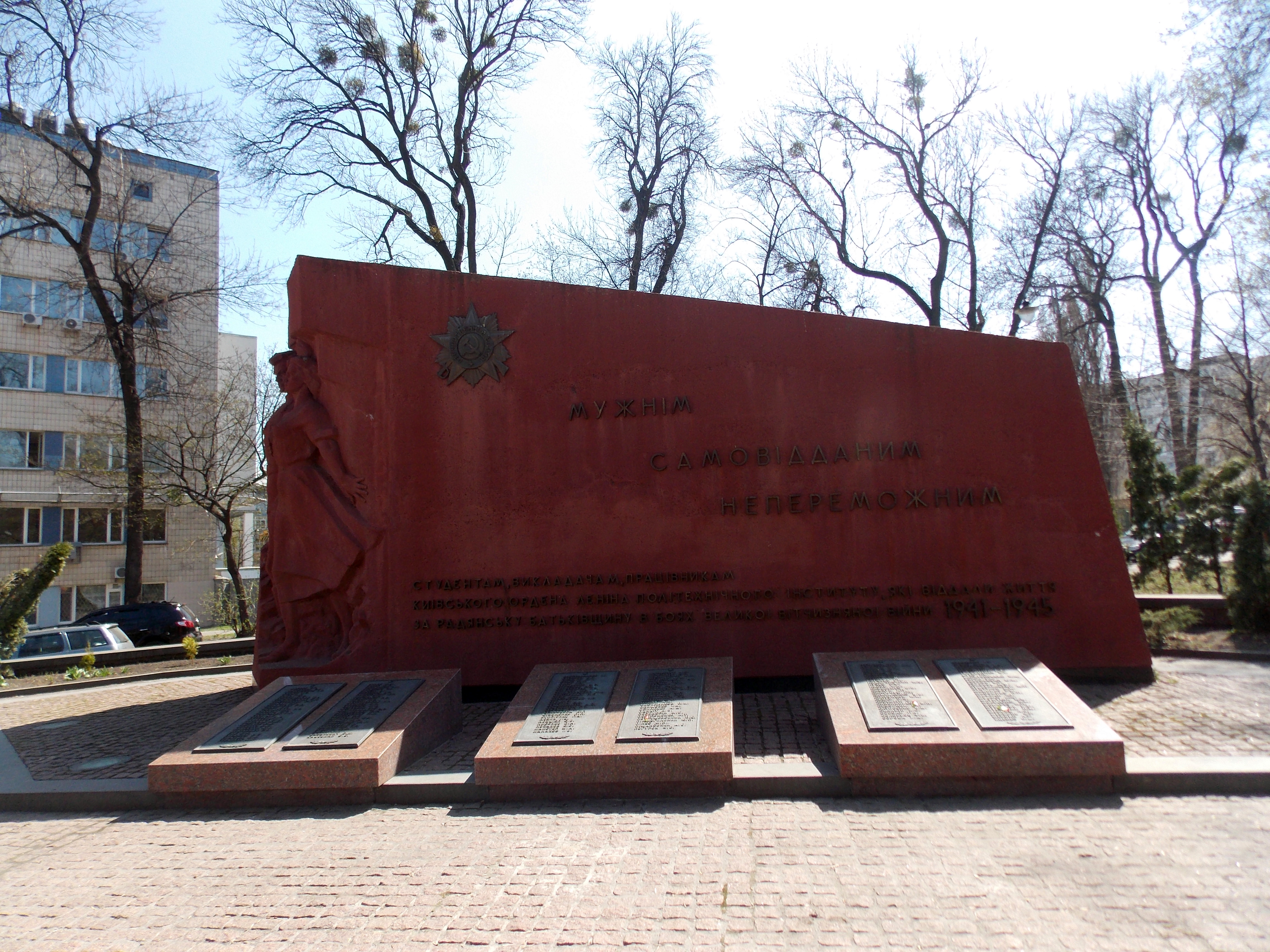
第二次世界大戦で戦死したソビエト兵の記念碑

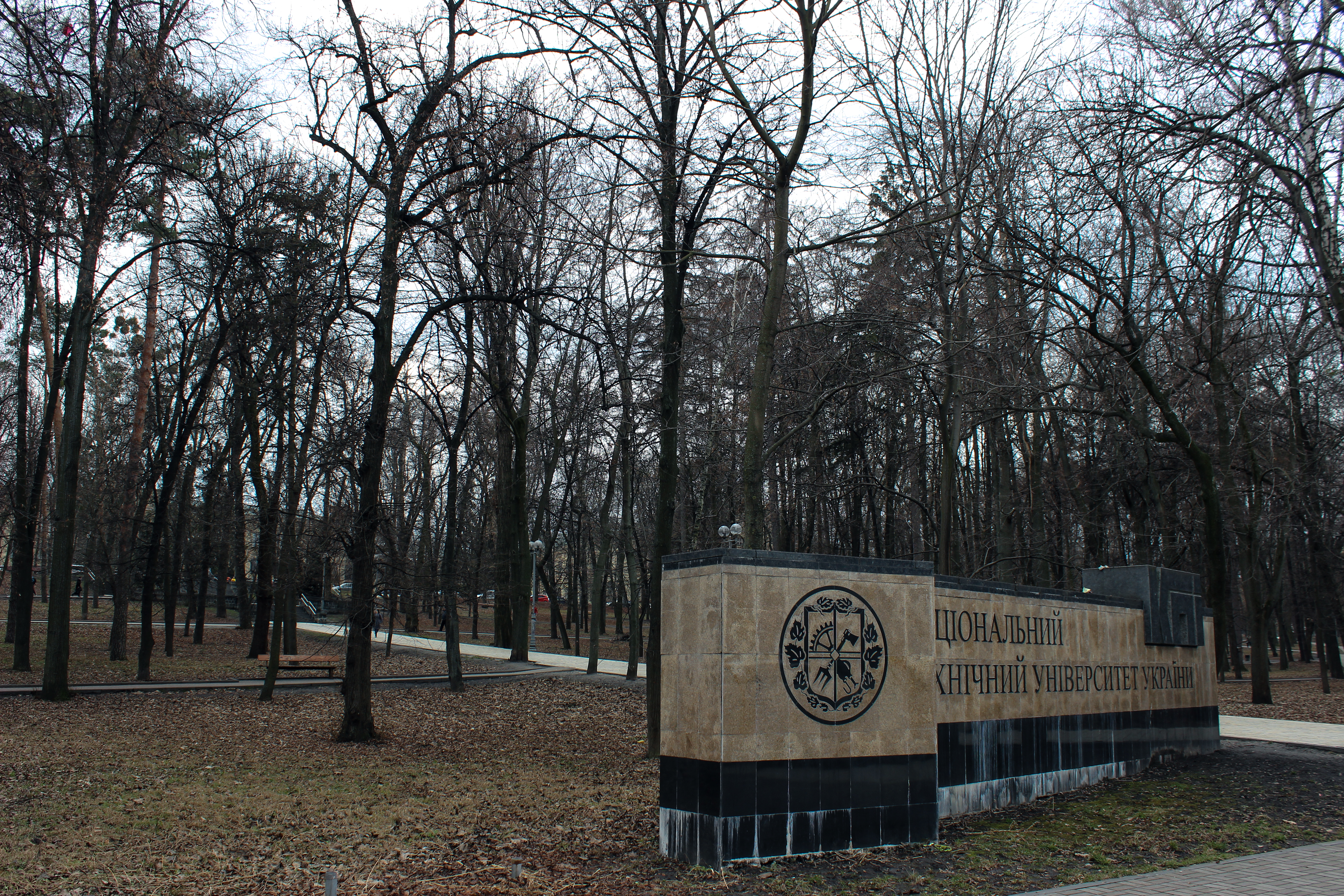
KPI公園

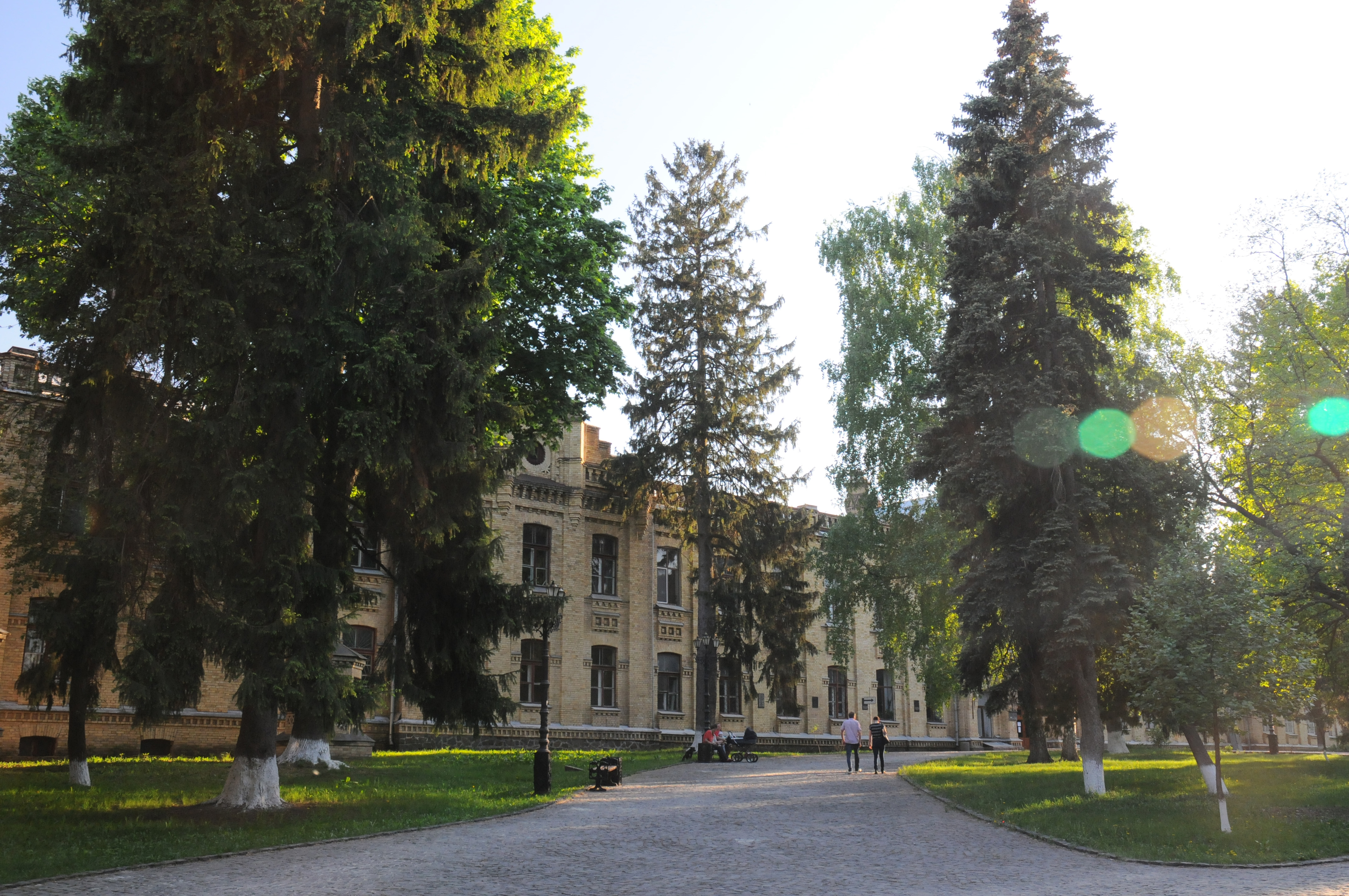
1号寮

知識広場はKPI複